# The Beatles' Second Album
Albums nord-américains des Beatles
Twist and Shout
(1964) The Beatles' Long Tall Sally
(1964)
The Beatles' Second Album est un album du groupe britannique The Beatles, le deuxième publié aux États-Unis par Capitol Records. Il remplacera Meet the Beatles! au sommet du Billboard 200 et y passera cinq semaines.

## Historique
Faisant abstraction au fait que Vee-Jay ait déjà publié le disque Introducing… The Beatles en janvier 1964, dix jours avant son premier album, Meet the Beatles!, Capitol Records met en vente le disque The Beatles’ Second Album. L'album précédent, sorti trois mois plus tôt, ne contenait que les sept chansons du disque With the Beatles signées Lennon/McCartney, Don't Bother Me, la première composition de Harrison, et une seule reprise, Till There Was You.
Les cinq reprises tirées de l'album britannique, sont donc placées sur « Second Album » avec la chanson You Can't Do That de l'album anglais à paraître A Hard Day's Night ainsi que I Call Your Name et la reprise Long Tall Sally, deux nouveaux enregistrements qui ne seront publiées que deux mois plus tard en Angleterre sur un E.P. On y rajoute aussi la face B d'un single,  Thank You Girl. Curieusement sa face A, le grand succès britannique From Me to You, n'a pas été incluse ici et jamais placée sur un 33 tours aux États-Unis avant d'apparaître sur la compilation des meilleurs succès The Beatles 1962-1966 neuf ans plus tard. L'album clos avec les chansons du single She Loves You / I'll Get You. Le label Swan Records n'ayant obtenu les droits de publier celles-ci qu'en format 45 tours, Capitol pouvait donc les placer sur ce disque, profitant que la production et la promotion du single était déjà fait. She Loves You s'était placée en tête du palmarès américain pour deux semaines à partir du 21 mars 1964.
L'album entre dans le Billboard 200 le 25 avril 1964 et, le 2 mai, remplace Meet the Beatles! au sommet du palmarès qui maintient la seconde place (avec Introducing… The Beatles qui chute de deux places à la quatrième). C'est la première fois au États-Unis que deux albums d'un même artiste s'y placent de façon consécutive. Il demeure en tête cinq semaines et reste dans ce palmarès pour un total de cinquante-cinq semaines.

## Pochette
L’intégralité de la pochette est créée par George Osaki, graphiste chez Capitol, qui utilisera des photographies de Joe Covello de l'agence Black Star (en), toutes prises en février 1964 lors de leur conférence de presse à l'aéroport John F. Kennedy de New York, de leurs prestations au Ed Sullivan Show et de leur concert au Washington Coliseum. Une des photos, qui apparait aussi au dos, sera réutilisée pour la pochette de la compilation Rock 'n' Roll Music parue en 1976. On rajoute sous le titre « Electrifying Big-Beat Performances by England's Paul McCartney, John Lennon, George Harrison and Ringo Starr » en mettant en évidence les chansons She Loves You et Roll Over Beethoven. À l'endos, au dessus de douze photos, dont le doublon, se trouve ce texte dithyrambique : « Never before has show business seen and heard anything like them… And here they are!… The world’s most popular foursome singing and playing their new collection of hits » (« Jamais auparavant le show business n'avait rien vu ni entendu de tel… Et les voici !… Le quatuor le plus populaire du monde chantant et interprétant sa nouvelle collection de tubes »).
Capitol Records of Canada reprendra le montage de photos de cette pochette pour son disque The Beatles' Long Tall Sally et Odeon utilisera le même titre et la même pochette que le disque américain pour sa compilation japonaise inédite avec, outre le logo du label, une seule variation; She Loves You, absente du disque, est remplacé par le titre Can't Buy Me Love.

## Pistes
Les chansons où l'auteur n'est pas indiqué sont créditées Lennon/McCartney. Les pièces sont tirées de l'album britannique With the Beatles sauf celles suivies des symboles suivants : ‡ Album A Hard Day's Night, ƒA - ƒB Face A ou B d'un 45 tours, Єᑭ maxi Long Tall Sally.
Face 1
1. Roll Over Beethoven (Chuck Berry) – 2:47
2. Thank You Girl – 2:01 ƒB
3. You Really Got a Hold on Me (Smokey Robinson) – 3:02
4. Devil in Her Heart (Richard Drapkin) – 2:27
5. Money (That's What I Want) (Janie Bradford, Berry Gordy) – 2:47
6. You Can't Do That – 2:39 ‡

Face 2
1. Long Tall Sally (Robert A. Blackwell, Enotris Johnson, Richard Penniman) – 2:08 Єᑭ
2. I Call Your Name – 2:52 Єᑭ
3. Please Mr. Postman (Georgia Dobbins, William Garrett, Freddie Gorman, Brian Holland, Robert Bateman) – 2:36
4. I'll Get You – 2:05 ƒB
5. She Loves You – 2:22 ƒA

## Rééditions
Ce disque a été réédité en CD le 15 novembre 2004, avec les mixages américains, dans la collection The Capitol Albums Volume 1 et, en janvier 2014, cette fois avec les mixages de la réédition de 2009, dans la collection The U.S. Albums.
Avec les sept albums américains publiés en 1964 et 1965, il sera est réédité sur un disque en vinyle 180 grammes, le 22 novembre 2024, dans un boîtier intitulé 1964 US Albums in Mono.

## Classement hebdomadaire
| Classement (1964)          | Meilleure place | Durée du classement |
| -------------------------- | --------------- | ------------------- |
| États-Unis (Billboard 200) | 1               | 55 semaines         |

## Certifications
| Pays                  | Certification | Unités certifiées | Date de la certification |
| --------------------- | ------------- | ----------------- | ------------------------ |
| Canada (Music Canada) | Platine       | 100 000           | 24 mars 1995             |
| États-Unis (RIAA)     | 2 × Platine   | 2 000 000         | 10 janvier 1997          |